# シャチカマボコ
シャチカマボコは、日本の漫画家、小説家。男性。埼玉県在住。主に成人向け漫画を描く。
茜新社の成人向け漫画雑誌を中心に掲載していたが、現在は名義を逆又練物（さかまたねりもの）に変更し、メディアックスや一水社の成人向け雑誌での活動のほか、小説家としても活動している。

## 作風
所謂アヘ顔を好んで使う。

## 書籍

### シャチカマボコ名義
- 『月と太陽』 2009年3月20日発売[2]、茜新社〈TENMA COMICS〉、ISBN 978-4-86349-053-6
- 『会長のいいなり！』 2010年5月21日発行[3]、茜新社〈TENMA COMICS〉、ISBN 978-4-86349-153-3
- 『先生といっしょ』 2012年3月23日発売[4]、茜新社〈TENMA COMICS〉、ISBN 978-4-86349-282-0
- 『ファニーガールズ』 2014年4月25日発売[5]、茜新社〈TENMA COMICS〉、ISBN 978-4-86349-423-7
- 『Clever? Solution』 2016年3月28日発売[6]、茜新社〈TENMA COMICS〉、ISBN 978-4-86349-552-4

### 逆又練物名義

#### 成人向け漫画
- 『小悪魔☆アラモード』 2018年7月28日発売[7]、メディアックス〈MDコミックスNEO〉、ISBN 978-4-86674-534-3
- 『ヒプノブリンク Ver.1.0』 2020年11月13日発売、メディアックス〈MDコミックスNEO〉、ISBN 978-4-86674-635-7
  - FANZA特別版 2020年10月24日配信[8]、電子書籍のみ
- 『One Shot a Summer』 2022年1月27日発売[9]、メディアックス〈MDコミックスNEO〉、ISBN 978-4-86674-676-0
- 『ヒプノブリンク Ver.2.0』 2022年6月27日発売、メディアックス〈MDコミックスNEO〉、ISBN 978-4-86674-688-3

#### 小説
- 『悪魔のような公爵一家 I』 2016年9月10日発売[10]、TOブックス、ISBN 978-4-86472-520-0
- 『悪魔のような公爵一家 II』 2017年5月10日発売[11]、TOブックス、ISBN 978-4-86472-578-1

## 書籍未収録作品
- イソウロウ
- キズモノ系女子〜汚れたインサート〜
- いんしゅらん
- セフロリ
- 強要
- ハメ撮り同好会
- ちんちんケンサ
- BACK♪STAGE （芳文社『まんがタイムきららキャラット』 2015年5月号）